# Хан, Валентин Андреевич
Валентин Андреевич Хан (25 января 1913 года, деревня Мирге, уезд Кильчжу, провинция Северный Хамгён, Корея — октябрь 1994 года) — председатель колхоза имени Энгельса Нижне-Чирчикского района Ташкентской области, Узбекская ССР. Герой Социалистического Труда (1953).

## Биография
Родился в 1913 году в крестьянской семье в селе Мирге провинции Северный Хамгён, Корея. В 1920-е годы эмигрировал с родителями на российский Дальний Восток.
После окончания школы трудился в хозяйстве своего отца. С 1931 года трудился продавцом рыбного магазина кооператива Посьетовского района. В последующие годы работал заведующим Абовского сельпо Посьетовского района (1932—1934), продавцом ГУМа во Владивостоке (1934—1935), заведующим Барабинского сельпо, директором продовольственного магазина (1935—1937).
В 1937 году депортирован на спецпоселение в Ташкентскую область, Узбекская ССР. В 1938 году работал заведующим магазином Будённовского сельпо. После окончания водительских курсов в Ташкенте трудился заведующим гаражом колхоза имени Будённого Нижне-Чирчикского района (1938—1941), заведующим хозяйством колхоза «Путь к коммунизму» Нижне-Чирчикского района (1942—1947). В 1945 году вступил в ВКП(б).
В 1947 году избран председателем колхоза имени Энгельса Нижне-Чирчикского района.
В 1951 году колхоз имени Энгельса сдал государству в среднем по 63,5 центнера зеленцового стебля кенафа с каждого гектара на участке площадью в 221,2 гектаров. Указом Президиума Верховного Совета СССР от 21 декабря 1953 года удостоен звания Героя Социалистического Труда с вручением ордена Ленина и золотой медали «Серп и Молот».
С 1962 по 1982 года — председатель колхоза «Заря коммунизма» Нижне-Чирчикского района. В 1964 году окончил заочное отделение Ташкентского сельскохозяйственного техникума.
В сентябре 1986 года решением Галабинского райкома Компартии Узбекистана исключён из КПСС во время «Хлопкового дела».
Персональный пенсионер союзного значения.
Скончался в октябре 1994 года. Похоронен на кладбище бывшего колхоза «Заря коммунизма» Нижне-Чирчикского района (сегодня — фермерское хозяйство «Гулистан» Куйичирчикского района).

## Награды
- Герой Социалистического Труда
- Орден Ленина
- Орден Октябрьской Революции (1971)
- Орден Трудового Красного Знамени — дважды (1976, 1981)
- Медаль «За трудовую доблесть» (1965)
- Медаль «За трудовое отличие» — дважды (1960, 1965)
- Медаль «За доблестный труд в Великой Отечественной войне 1941—1945 гг.»
- Почётная грамота ЦК Компартии Узбекистана (1974)
- Почётная грамота Президиума Верховного Совета Узбекской ССР (1984)
- Заслуженный хлопковод Узбекской ССР (1975)